# Ketters: pleidooi voor een hervorming van de islam

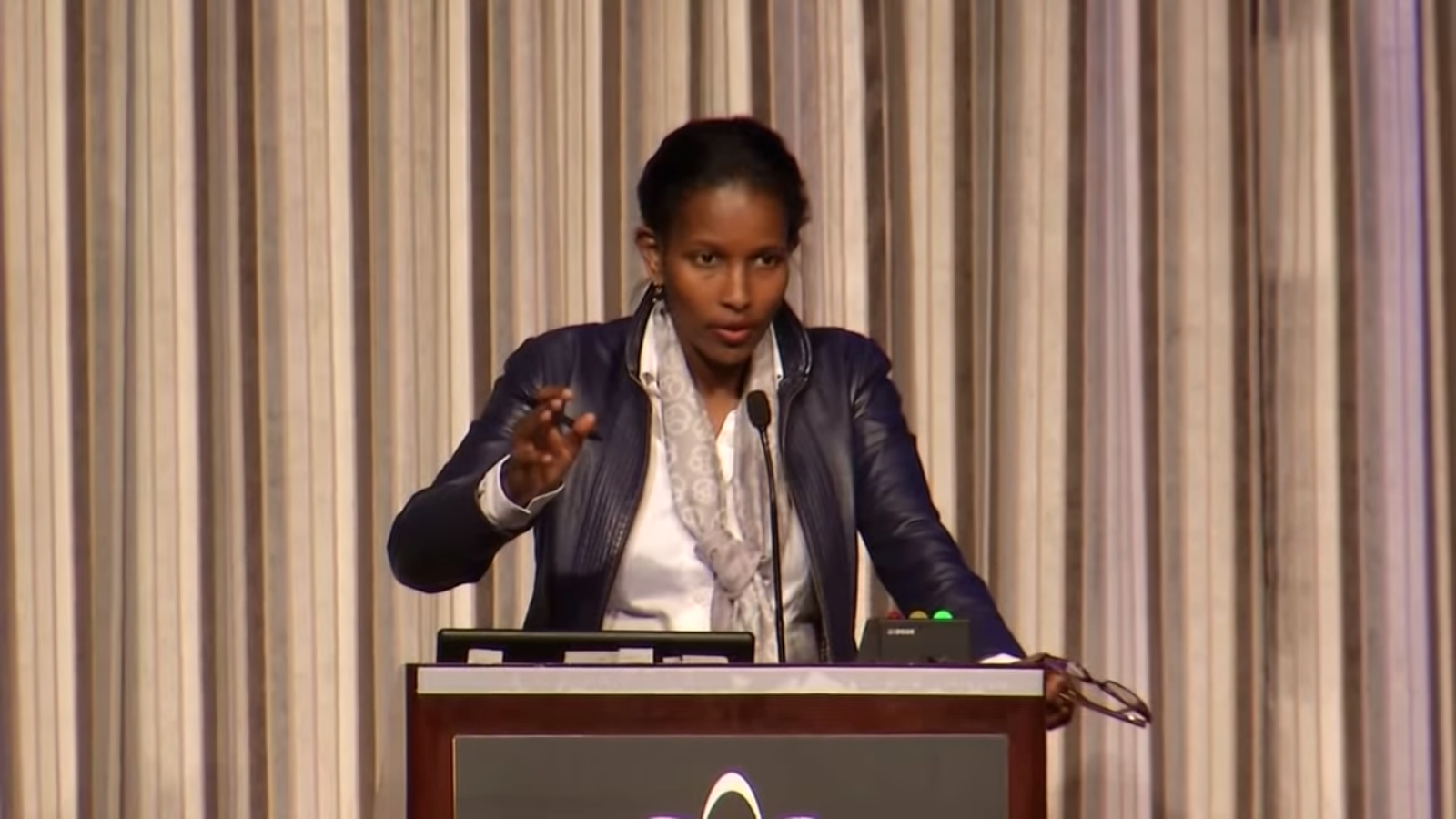
Ayaan Hirsi Ali spreekt in 2015.

Ketters: pleidooi voor een hervorming van de islam (originele Engelse titels: Heretic: Why Islam Needs a Reformation Now of Heretic: Why Islam Must Change to Join the Modern World) is een boek van Ayaan Hirsi Ali uit 2015. De auteur bepleit dat een islamitische hervorming de enige manier is om de verschrikkingen van terrorisme, sektarische oorlogsvoering en de onderdrukking van vrouwen, lhbt-mensen en andere minderheden te beëindigen.

## Inhoud
Hirsi Ali benadrukt het belang van het erkennen dat bepaalde islamitische heilige teksten rechtvaardigingen kunnen leveren voor geweld en onderdrukking. De enige manier om te voorkomen dat fundamentalisten op effectieve wijze andere moslims onder druk zetten om dergelijke doctrines in de praktijk te brengen, is om het dogma op te geven dat de Koran het letterlijke en onfeilbare woord van God is. Hiervoor dient de moslimidentiteit opnieuw te worden uitgevonden.
De huidige situatie binnen de islam wordt door Hirsi Ali geschetst als een strijd tussen drie facties:
- "Mekka-moslims", de conservatieve meerderheid, die over het algemeen tolerant en passief zijn en de tijd van Mohammeds vroege leiderschap in Mekka (610–622) weerspiegelen.
- "Medina-moslims", de jihadistische minderheid, die een autoritaire versie van de islam aan de samenleving probeert op te dringen met geweld en dwang, zoals Mohammed deed toen hij de macht verwierf in Medina (622–629).
- "Dissidenten" (of "Ketters", vanwaar de titel), de dissidente en hervormingsgezinde minderheid, die actief religieuze dogma's bekritiseren en proberen om de religie daadwerkelijk tolerant en modern te maken.[3]

De laatste twee groepen proberen de Mekka-moslims naar hun kamp over te halen; Hirsi Ali zelf staat aan de kant van de dissidenten.
Als programma van de dissidenten stelt Hirsi Ali Vijf Thesen voor Islamitische Hervorming voor:
1. Waarborging dat Mohammed en de Koran openstaan voor interpretatie en kritiek.
2. Voorrang geven aan dit leven, niet het leven na de dood.
3. De sharia indammen en het seculiere recht aannemen als standaard.
4. Beëindiging van de praktijk om "het juiste (halal) te verplichten en het slechte (haram) te verbieden".
5. Het afzweren van oproepen tot jihad

Het boek wijdt verder uit over de bewering dat, en de vraag hoe dit gesprek dient te worden gevoerd, en dat fundamentalisten vaak proberen om de dialoog te beëindigen vanwege hun noties dat de islam perfect en onveranderbaar is, waardoor de hervormingen die Hirsi Ali cruciaal acht niet kunnen worden verwezenlijkt.

## Receptie
Hoewel ze stelde dat "[Ali] het vertrouwen van de lezer verliest door overdreven retoriek," merkte Susan Dominus van de The New York Times op dat "het buiten kijf staat dat Hirsi Ali uitdagende vragen stelt over hoe Amerikaanse liberalen harder zouden moeten strijden voor de rechten van moslimvrouwen in landen waar zij worden onderdrukt en ze is onversaagd in het gebruiken van schoktactieken om in een gesprek meteen met de deur in huis te vallen. [...] Het kan niet ontkend worden dat haar woorden moedig zijn. Of ze ook overtuigend zijn, is een andere vraag."
Andrew Anthony van The Guardian schreef: "Zelfs haar felste critici zullen moeilijk kunnen ontkennen wat Hirsi Ali zoal zegt over de huidige hachelijke situatie waarin de islam zich bevindt. Helaas maakt dat [haar boodschap] niet makkelijker te verteren, zeker niet in een tijdperk dat wordt overheerst door het moderne gebod om niemand te beledigen." Hij voegde eraan toe: "Wat men ook moge denken van haar oplossingen, Hirsi Ali zou moeten worden geprezen om haar onverzettelijke vastbeslotenheid om het probleem aan te pakken."